# 455년

## 연호
- 유송(劉宋) 효건(孝建) 2년
- 북위(北魏) 흥광(興光) 2년 / 태안(太安) 원년

## 기년
- 유송(劉宋) 효무제(孝武帝) 2년
- 북위(北魏) 문성제(文成帝) 4년
- 신라(新羅) 눌지 마립간(訥祗麻立干) 39년
- 고구려(高句麗) 장수왕(長壽王) 43년
- 백제(百濟) 비유왕(毗有王) 29년 / 개로왕(盖鹵王) 원년

## 사건
- 고구려가 백제를 침공하자 신라가 백제를 구원하였다.
- 페트로니우스 막시무스가 당시 서로마 제국의 황제 였던 발렌티니아누스 3세를 살해하고 스스로 황제를 칭하였다.
- 게이세리크가 이끄는 반달족이 로마약탈을 자행함.
- 백제,  비유왕 세상을 떠남.  그의 아들 경사가 왕의 자리에 오름.

## 사망
- 백제(百濟) 20대 왕 비유왕(毗有王)
- 서로마 제국의 황제 발렌티니아누스 3세
- 서로마 제국의 참칭 황제 페트로니우스 막시무스